# Coleophora achaenivora
Coleophora achaenivora is een vlinder uit de familie kokermotten (Coleophoridae). De wetenschappelijke naam is voor het eerst geldig gepubliceerd in 1877 door Hofmann.
De soort komt voor in Europa.